# Stefan Dobrosław
Stefan Dobrosław – książę Zety w latach 1043–1050. Syn księcia Trawunii Dragimira
Po śmierci księcia Dukli Jana Włodzimierza oraz ojca Stefana Dobrosława, ziemie serbskie zostały w 1018 roku podporządkowane Bizancjum. Stefan Dobrosław jako następca Jana Włodzimierza na tronie książąt Dukli uznawał początkowo zwierzchnictwo bizantyńskie. Około 1043 roku wypowiedział posłuszeństwo Bizancjum i w dwóch kampaniach rozbił wojska bizantyńskie. Następnie pokonał również sojusznika Bizancjum, księcia Zahumla i przyłączył do swego księstwa Trawunię. Uniezależnienie się Dobrosława od Bizancjum jest uważane za początek Zety

## Wczesne lata
Stefan Dobrosław był synem Dragimira, członka duklańskiej dynastii Predimirowiczów, władającego Trawunią. Dragimir odzyskał swoje księstwo na początku XI wieku, kiedy car Samuel przywrócił władzę nad Duklą bratankowi Dragimira, a swojemu nowemu zięciowi Janowi Włodzimierzowi. Samuel podzielił wówczas Duklę, Trawunię oddając Dragimirowi. Jan Włodzimierz zginął zamordowany w 1016 roku. Dragimir próbował opanować jego państwo, zginął jednak w 1018 roku zamordowany przez mieszczan Kotoru. Wedle relacji Popa Duklanina Dobrosław był pogrobowcem. Po śmierci Dragimira, wdowa po nim wraz z dwoma córkami i nienarodzonym dzieckiem zbiegła na dwór swego ojca Lutomira do Raszki. Ponieważ ojciec zmarł, udała się do swoich wujów w Bośni. Tam w miejscowości Brusno urodziła Dobrosława, który wychowywał się w Bośni, zanim jako młodzieniec został wysłany do bizantyńskiego Dubrownika. Pop Duklanin wspomina dalej o ślubie Dobrosława z bratanicą cara Samuela, która urodziła mu pięciu synów i o pojawieniu się Dobrosława w charakterze lennika bizantyńskiego w Dukli.
W 1018 roku Bizantyńczycy dokonali ostatecznego podboju zachodniego carstwa bułgarskiego i przejęli hegemonię nad państwami serbskimi. Cesarz Bazyli II utworzył tem z siedzibą w Dubrowniku dla sprawowania władzy nad księstwami Primorja, w tym również nad Duklą. Stefan Dobrosław, podobnie jak jego sąsiad, książę Zahumla Stefan Wojsław, uznał zwierzchnictwo bizantyńskie.

## Kontrowersje
Ponieważ źródła greckie wspominają w tym czasie jedynie Stefana Wojsława jako antagonistę Bizancjum w Serbii, a Pop Duklanin w swej relacji mówi tylko o Dobrosławie, część uczonych utożsamia obydwu władców przyjmując, że Duklanin myli się co do imienia władcy Dukli. Ci którzy odróżniają Dobrosława od Wojsława mają kłopot z uznaniem relacji Duklanina dotyczącej daty urodzenia Dobrosława. Jeśli Dobrosław urodziłby się w 1018 roku, w 1034 roku kończyłby dopiero 16 lat. Nawet gdyby przyjąć, że w tak młodym wieku ożenił się, jego najstarszy syn miałby najwyżej 15 lat w 1050 roku, kiedy Dobrosław zmarł. Tymczasem Duklanin w swojej kronice podaje, że synowie Dobrosława walczyli wraz z nim przeciw Bizancjum. Nawet więc ci którzy rozróżniają Wojsława i Dobroslawa, przyjmują, że Dobrosław musiał być starszy niż podaje Duklanin i objąć władzę w Dukli pomiędzy 1018 a 1035 rokiem

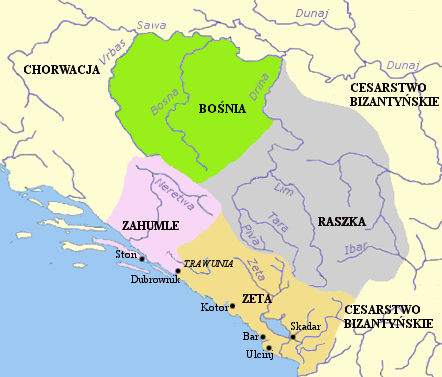
Zeta około 1050 roku.

Przedmiotem sporów jest również charakter władzy Dobrosława w tym okresie. Wielu uczonych uważa, że Primorje znalazło się po 1018 roku pod bezpośrednią władzą Bizancjum. Wskazują, że Pop Duklanin mówi o złej sytuacji Dukli pod rządami Bizancjum oraz o rewolcie Dobrosława przeciw Bizancjum, a Skylitzes w swej kronice podaje, że w 1034 roku Serbowie odrzucili władzę grecką, co wydaje się wskazywać na wcześniejszą podległość Bizancjum. Uczeni ci stoją na stanowisku, że nie można mówić o żadnej władzy serbskiej w tym rejonie przed 1035 rokiem. Część uczonych wychodząc od tego, że Jan Włodzimierz nigdy nie należał do stronnictwa antybizantyńskiego i nie pomagał Bułgarom w wojnie przeciw Bizancjum przyjmuje, że Dukla i Zahumle zachowały status wasalny pod panowaniem bizantyńskim. Przyjmują oni, że Dobrosław sprawował nad swoim księstwem faktyczną, choć ograniczoną władzę.
W wątpliwość podawana jest również informacja Duklanina o tym, że Dobrosław był synem Dragimira. Podnoszący ją uczeni wskazują, że pokrewieństwo to jest wprawdzie możliwe, ale możliwe jest też, że kronikarz wymyślił je, by, poprzez ukazanie związków królów Zety z dynastią władców duklańskich, umocnić ich prawa do tronu.

## Początki Zety
Ośrodek państwa Dobrosława stanowił początkowo dwór w Prapratnej, położony w pobliżu miasta Kotor, które uznało jego władzę. Z czasem centrum państwa przesunęło się na nizinę położoną wokół Skadaru, który został nową stolicą państwa
Po śmierci Bazylego II w 1025 roku potęga Bizancjum w Dalmacji zaczęła słabnąć. Sukcesy zachodniego sąsiada, Stefana Wojsława, księcia Zahumla, odniesione w latach 1035-1042 w walce z Bizantyńczykami, skłoniły również Stefana Dobrosława do wystąpienia przeciw Bizancjum. Dobrosław podburzył swoich poddanych doprowadzając do rebelii w Dukli. Wysłana w celu uspokojenia nastrojów armia bizantyńska została wciągnięta w zasadzkę przez armię serbską. Stefan Dobrosław rozdzielił swe wojska, część oddziałów pod dowództwem czterech synów pozostawiając przy wschodniej granicy państwa, sam wraz z synem Radosławem uderzył na zbliżających się Greków od zachodu. W starciu z ręki Radosława zginął wódz Bizantyńczyków, a wojska greckie poszły w rozsypkę. Na uciekających Greków od wschodu uderzyli pozostali synowie Dobrosława, zadając wojskom bizantyńskim znaczne straty. Po bitwie Dobrosław obdarował Radosława w uznaniu jego zasług żupanią Kezca.

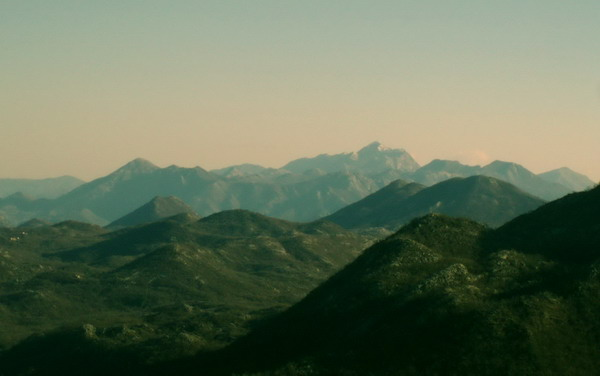
Góra Rumia, na której zboczach rozegrała się decydująca o niepodległości Zety bitwa.

Przygotowując się do kolejnej wyprawy przeciw Stefanowi Dobrosławowi Bizantyńczycy pozyskali sobie pomoc władców Raszki, Bośni i księcia Zahumla Ljutovida, syna Stefana Wojsława. Ljutovid stanął na czele sprzymierzonych sił serbskich które zgromadziły się w Trawunii. Od wschodu, na czele wojsk greckich wkroczył do Dukli generał bizantyński Chryselios, posuwając się od Skadaru w stronę Baru. Chcąc zapobiec połączeniu sił bizantyńskich z prowadzonymi przez Ljutovida wojskami serbskimi Dobrosław przejął inicjatywę. Trzem swoim synom rozkazał z niewielkimi siłami iść w góry otaczające obóz grecki i stamtąd czynić hałas przy pomocy rogów, trąbek i nawoływań. Nakłonił też mieszczan z Baru, by udali się do Chryzeliosa i ostrzegli go, że na górach rozlokowały się oddziały Dobrosława. Sam wraz ze starszymi synami: Gojisławem i Radosławem uderzył nocą na obóz bizantyński. Rozbiwszy straże, kazał dąć w rogi, na co odpowiedzieli mu rozlokowani na górach synowie, powiększając tylko zamęt wśród zaskoczonych atakiem Greków. Pod naporem oddziałów Dobrosława, oraz schodzących w ciemnościach z gór oddziałów jego synów, Grecy ostatecznie rzucili się do ucieczki. Pościg za uciekającymi wojskami bizantyńskimi zatrzymał się dopiero na rzece Drinie. Wódz bizantyński Chryzelios ranny w bitwie, dotarł aż do Skadaru, gdzie zmarł.
Po świetnym zwycięstwie nad Bizantyńczykami Dobrosław zwrócił się przeciw Ljutovidowi. Wedle relacji Popa Duklanina, kiedy wojska stanęły naprzeciw siebie, Ljutovid wyzwał syna Dobrosława, Gojisława, na pojedynek w asyście dwóch innych rycerzy. Jeden z towarzyszy Gojisława, imieniem Udobik ranił podczas pojedynku Ljutovida zrzucając go z konia. Na krzyk, że Ljutovid nie żyje, część jego żołnierzy rzuciła się naprzód. Spowodowało to ogólny zamęt, w którym ranny Ljutovid, dosięgnąwszy swego konia, ratował się ucieczką, a za nim rzuciła się do ucieczki jego armia. Gojisław ze swym wojskiem ścigał uciekinierów do wieczora. W wyniku tego zwycięstwa Stefan Dobrosław zajął Trawunię. Wedle relacji Popa Duklanina Dobrosław opanował też w tym czasie część temu Dyrrachium do rzeki Vaiussius.
Wydarzenia te mogą być datowane tylko w przybliżeniu na okres pomiędzy 1043 a 1050 rokiem. Dwukrotne rozbicie wojsk bizantyńskich, a następnie także lennika bizantyńskiego, władcy Zahumla Ljutovida, uznawane są za początek Zety.
Stefan Dobrosław zmarł około 1050 roku i został pochowany w kościele świętego Andrzeja w Prapratnej. Pop Duklanin podaje, że panował 25 lat, a po jego śmierci władzę w nad państwem objęła jego żona z pomocą najstarszego syna Gojisława.

## Rodzina
Stefan Dobrosław wedle relacji Popa Duklanina poślubił bratanicę cara bułgarskiego Samuela. Jej identyfikacja sprawia historykom sporo problemów. Jeśli użyte przez Popa Duklanina łacińskie nuptis rozumieć jako bratanica mogłaby być jedną z córek Iwana Władysława, jedynego bratanka cara Samuela, który pozostał przy życiu po zamordowaniu brata Samuela Aarona wraz z całą rodziną w Razmetanicy. Jeśli użyte przez Duklanina słowo tłumaczyć jako wnuczka, żona Stefana Dobrosława byłaby córką syna Samuela Gabriela Radomira. Stefan Dobrosław miał z nią 5 synów:
- Gojisława
- Michała
- Saganka
- Radosława
- i Predimira[12]